# 五月二十五日鎮 (拉潘帕省)

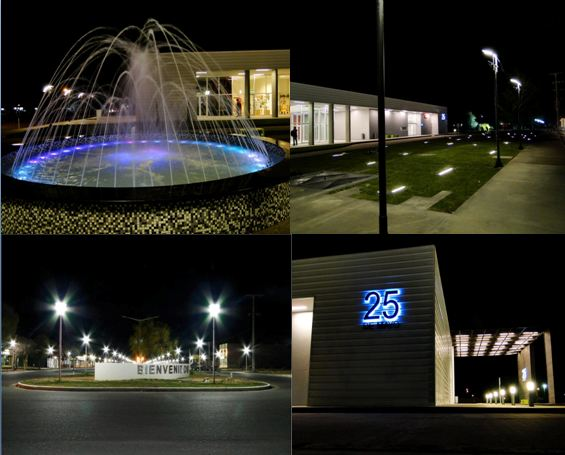
五月二十五日鎮

五月二十五日鎮（西班牙語：25 de Mayo），是阿根廷的城鎮，位於該國中部拉潘帕省，是该省的第四个城市也是普埃倫縣的首府。始建於1909年7月26日，海拔高度320米，每年平均降雨量1,573毫米。
摘自2010年人口总数将近 7,878。其石油和天然气产量是最主要的经济来源。
37°46′16″S 67°43′02″W / 37.771236°S 67.717354°W